# 光叶东北杏
光叶东北杏（學名：Prunus mandshurica var. glabra）为东北杏的一个变种。

## 扩展阅读
- 維基物種上的相關：光叶东北杏